# غوري (تشناران)
غوري (بالفارسية: گوری) هي قرية تقع في قسم بيزكي الريفي (مقاطعة تشناران) في إيران. يقدر عدد سكانها بـ 55 نسمة بحسب إحصاء 2016.